# Islam a la península Ibèrica

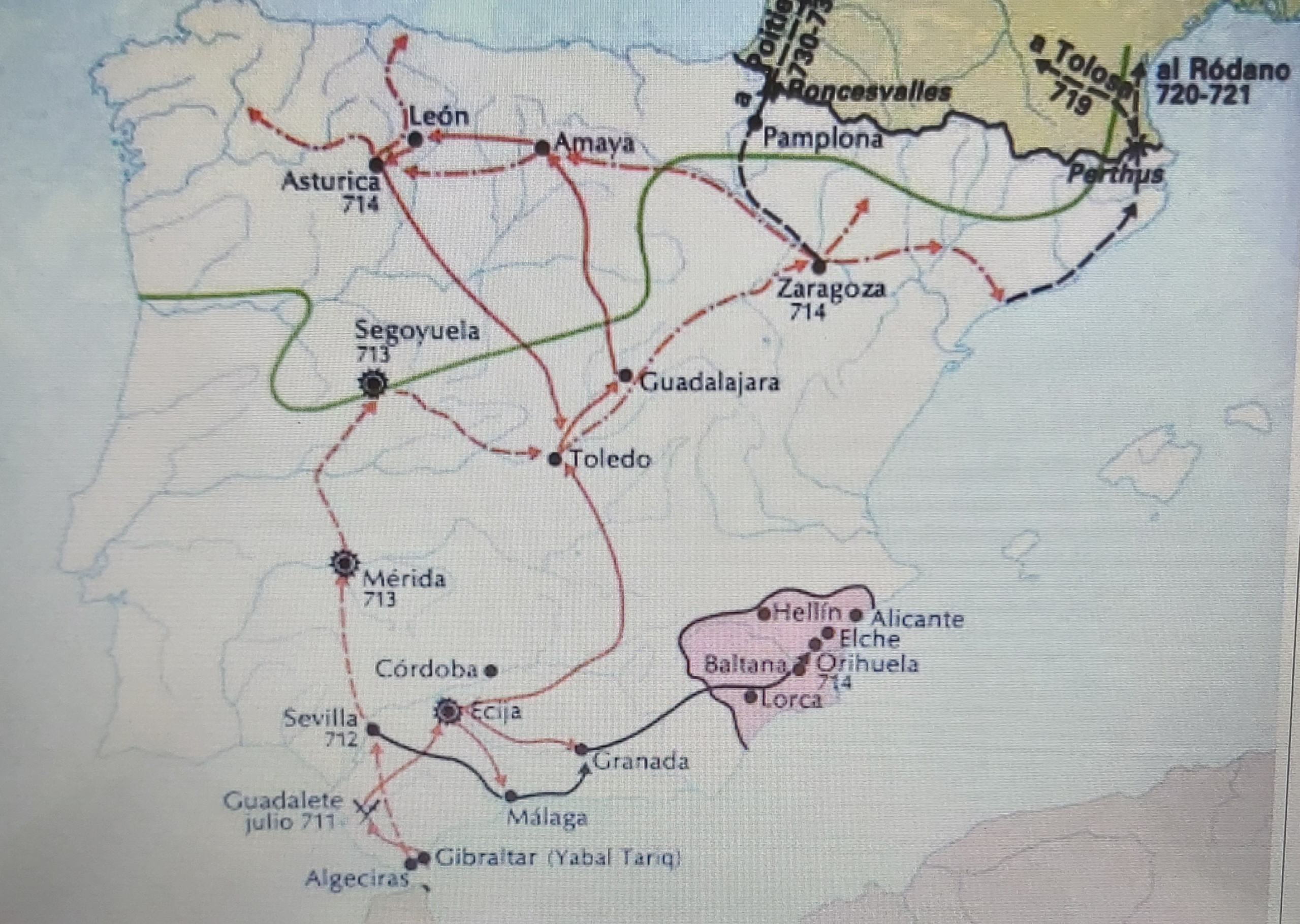
L'Islam a la península Ibèrica

L'Islam a la península Ibèrica va ser una religió important, començant amb la conquesta omeia d'Hispània i acabant (almenys obertament) amb la seva prohibició per l'estat espanyol modern a mitjans del segle XVI i l'expulsió dels moriscs a principis del segle xvii. Una minoria ètnica i religiosa d'unes 500.000 persones. Encara que una proporció significativa de moriscs va tornar a Espanya o va evitar l'expulsió, la pràctica de l'islam s'havia esvaït en l'obscuritat al segle xix.
La península Ibèrica va convertir-se des del segle VIII en una zona de contacte marginal de dues estructures socioeconòmiques diferents: la islàmica (tributària mercantil), el centre d'aquesta està situat en l'Orient Mitjà i la cristiana (feudal), el centre està situat a Europa Occidental.
La Península va esdevenir una frontera amb les següents característiques:
- La seva difícil delimitació i la seva oscil·lació durant 800 anys.
- La seva permeabilitat econòmica i cultural.
- Hi havia una gran lentitud en els canvis de l'estructura sociocultural en comparació amb la rapidesa dels canvis polític-militars. Aquest fet va causar que apareguessin grups socials, com els mossàrabs (eren cristians que mantenen els seus costums i vivien en territori musulmà) o els mudèjars (eren musulmans que habitaven en territori cristià).

Fins al segle xi el predomini de la Península corresponia a la societat mercantil islàmica, però des del segle xiii la supremacia (grau més elevat en una jerarquia) cristià-feudal era absoluta.

## La conquesta
La conquesta de la península Ibèrica es considera la gran l'expansió de l'islam, aquest procés va iniciar-se a la península d'Aràbia causa del profeta Mahoma (aquest profeta va marcar l'any zero per la societat musulmana). La fe va anar expandint-se per tot l'Orient Mitjà i pel nord d'Àfrica fins a arribar a la Península Ibèrica.

### Causes
1. Hi havia una gran rivalitat entre els diferents grups aristocràtics visigots que lluitaven per ocupar el tron. Aquesta lluita va deixar el país en una gran inestabilitat i debilitat política que va afavorir a la invasió islàmica.
2. Les classes populars com els camperols i la població urbana tenien problemes i malestars per les dures condicions en què vivien, imposats pels nobles visigots.
3. Un factor molt important va ser l'actitud de la població jueva, que, a conseqüència de la persecució que van patir els jueus a causa dels visigots, va afavorir l'arribada dels musulmans a la península.[3]

### Cronologia
La conquesta musulmana de la península Ibèrica va iniciar-se l'any 711, els exèrcits musulmans (formats per una majoria d'amazics i una minoria d'àrabs) van arribar a la península des del nord d'Àfrica travessant l'Estret de Gibraltar. En el moment en què va iniciar-se la conquesta, la península Ibèrica estava dominada pel regne visigot, els visigots eren un poble bàrbar que va aconseguir el poder de la península quan l'Imperi Romà estava desapareixent.
Els exèrcits musulmans que van arribar a la península eren les tropes de Tàriq (aquest era lloctinent de Mussa, el qual va ser un governador d'Ifríqiya), van aprofitar l'absència de D. Rodrigo (rei visigot) que era al nord en una campanya contra els vascons i van iniciar la conquesta entrant a la península sense cap mena de resistència per part de la població d'Andalusia. Un cop va ser vençut i mort el rei D. Rodrigo a Guadalete, van arribar fins a Toledo i Oppas, germà de Vitiza, els va obrir les portes perquè poguessin conquerir. D. Rodrigo va ser un rei visigot que va arribar al tron de forma molt violenta i això va causar-li oponents del seu propi bàndol com per exemple Oppas. Aquest era germà de Vitiza (anterior rei visigot) i, per tal de destruir a D. Rodrigo, va fer pactes amb els musulmans per així aconseguir el seu propòsit.
L'any 712 va iniciar-se la conquesta, Mussa va arribar a Hispània i va anar conquistant les principals ciutats com: Sevilla, Carmona, Mèrida, Toledo, Saragossa, Pamplona. Tàriq i Mussa en l'any 714 van dirigir-se cap a Damasc per comunicar la seva actuació i van escollir Abd-al-Aziz com a líder del govern. Aquest va augmentar les conquestes peninsulars fins a Saragossa i Coïmbra. Els seus successors van arribar a Barcelona a 718 i a Tolosa en 721.
Els musulmans en els primers moments no van innovar com ho havien fet en altres territoris conquistats, van acceptar l'organització existent i van superposar-se a ella. Van substituir els reis visigots i van trobar dificultats per assegurar el domini en les zones de nord de la península. Els dominis visigots de la Gàl·lia no van ser ocupats fins al 720 on as-Samh va entrar a Narbona i va posar fi al domini del noble Ardó en aquestes terres. Els intents d'entrar a Aquitània van fracassar per les divisions de l'islam, malgrat l'ajuda que van tenir per part dels nobles francs enemistats amb Carles Martell, va ser qui va derrotar els àrabs a Poitiers. Això va suposar en breu termini el replegament dels àrabs als Pirineus.
Els primers cinquanta anys de la història dels conqueridors musulmans, fins a la fundació de l'Estat Omeia, es caracteritza, fonamentalment, per dos fets fonamentals:
1. L'expansió del domini musulmà: els pactes i la tributació.
2. A partir del 732 l'oposició de les primeres tensions entre àrabs i amazics (al voltant de l'ocupació i el repartiment de les terres) que van desembocar en la crisi dels anys 741-755.

## Maneres de submissió de la península Ibèrica a l'islam
1. Per les armes: un cop vençuda una plaça se signava una capitulació, la població no podia abandonar la ciutat i perdien els seus béns els quals passaven a ser part del botí i entraven en servitud.
2. Per pactes: les ciutats van conservar les seves lleis, la seva organització política, la seva religió i eren sotmeses al pagament d'impostos que la llei musulmana imposava als no musulmans. O bé amb particulars com el cas de Teodomir, aquest va ser un funcionari visigot que governava una àmplia zona de Múrcia i Alacant. Va conservar les seves riqueses, el seu poder i les seves possessions eren hereditàries, van passar al seu fill Atanagild. A canvi, tenia un vincle de fidelitat personal amb els àrabs.

Els particulars conservaven els seus béns patrimonials i només es confiscaven els béns dels morts, els fugits i de l'Església. D'aquesta manera la a major part del territori quedar en mans dels indígenes, ja que la majoria de la noblesa va pactar amb els conqueridors (musulmans), els quals van preferir protegir els seus dominis a costa de perdre certa independència. Això explica la ràpida assimilació de les formes de vida musulmanes entre la població visigoda. Les terres preses per les armes van ser repartides: un cinquè (khums) d'aquestes va passar a ser propietat de l'estat i la resta es va repartir entre els conqueridors islàmics seguint dues modalitats: en ple domini o com una cessió per part de l'estat, que implicava l'usdefruit d'aquestes, era com una mena de benefici.

## Assentaments
1. Els àrabs van instal·lar-se en zones planes, al voltant de les valls dels rius i en llocs pròxims a les costes mediterrànies andaluses. Van situar-se en les millors terres.
2. Els amazics van quedar-se en llocs més similars al seu antic hàbitat marroquí, van ocupar zones al centre com per exemple: el Sistema Central, Extremadura, Andalusia, Serrania de Ronda, Cordillera Penibètica, l'Algarve.
3. Els sirians van assentar-se en zones del sud-est d'Andalusia, de forma molt similar a la situació que anteriorment tenien en els seus països d'origen.[5]